# Adevărul (mitologie)
Adevărul este un personaj mitic al basmelor populare rusești, întruchipând  forțele luminii. Inamicul său este Krivda (nedreptatea), care caută să-l ucidă prin orice mijloace.